# Lecce nei Marsi
Lecce nei Marsi ist eine italienische Gemeinde (comune) mit 1531 Einwohnern (Stand 31. Dezember 2023) in der Provinz L’Aquila in den Abruzzen. Die Gemeinde liegt etwa 52,5 Kilometer südsüdöstlich von L’Aquila und gehört zur Comunità Montana Valle del Giovenco im Nationalpark Abruzzen, Latium und Molise.

## Verkehr
Am östlichen Rand der Gemeinde entlang führt die frühere Strada Statale 83 Marsicana (heute eine Regionalstraße) von Cerchio nach Scontrone.

## Söhne und Töchter des Ortes
- Giovanni del Papa (1850–1918), Benediktiner, Abtordinarius der Abtei Sankt Paul vor den Mauern (Rom)